# Le Mesge
Le Mesge (picardisch: L'Mage) ist eine nordfranzösische Gemeinde mit 148 Einwohnern (Stand 1. Januar 2022) im Département Somme in der Region Hauts-de-France. Die Gemeinde liegt im Arrondissement Amiens, ist Teil der Communauté de communes Nièvre et Somme und gehört zum Kanton Ailly-sur-Somme.

## Geographie
Le Mesge liegt am Flüsschen Saint-Landon rund sieben Kilometer westlich von Picquigny und 4,5 Kilometer südlich von Hangest-sur-Somme. Zu Le Mesge gehört das Gehöft Le Moulin Victor im Süden. Östlich erstreckt sich das Gemeindegebiet bis an den Ortsrand von Cavillon.

## Einwohner
| 1962 | 1968 | 1975 | 1982 | 1990 | 1999 | 2006 | 2011 |
| ---- | ---- | ---- | ---- | ---- | ---- | ---- | ---- |
| 184  | 188  | 165  | 153  | 156  | 150  | 173  | 187  |

## Verwaltung
Bürgermeister (maire) ist seit 2008 Bertrand Blaizel.

## Sehenswürdigkeiten

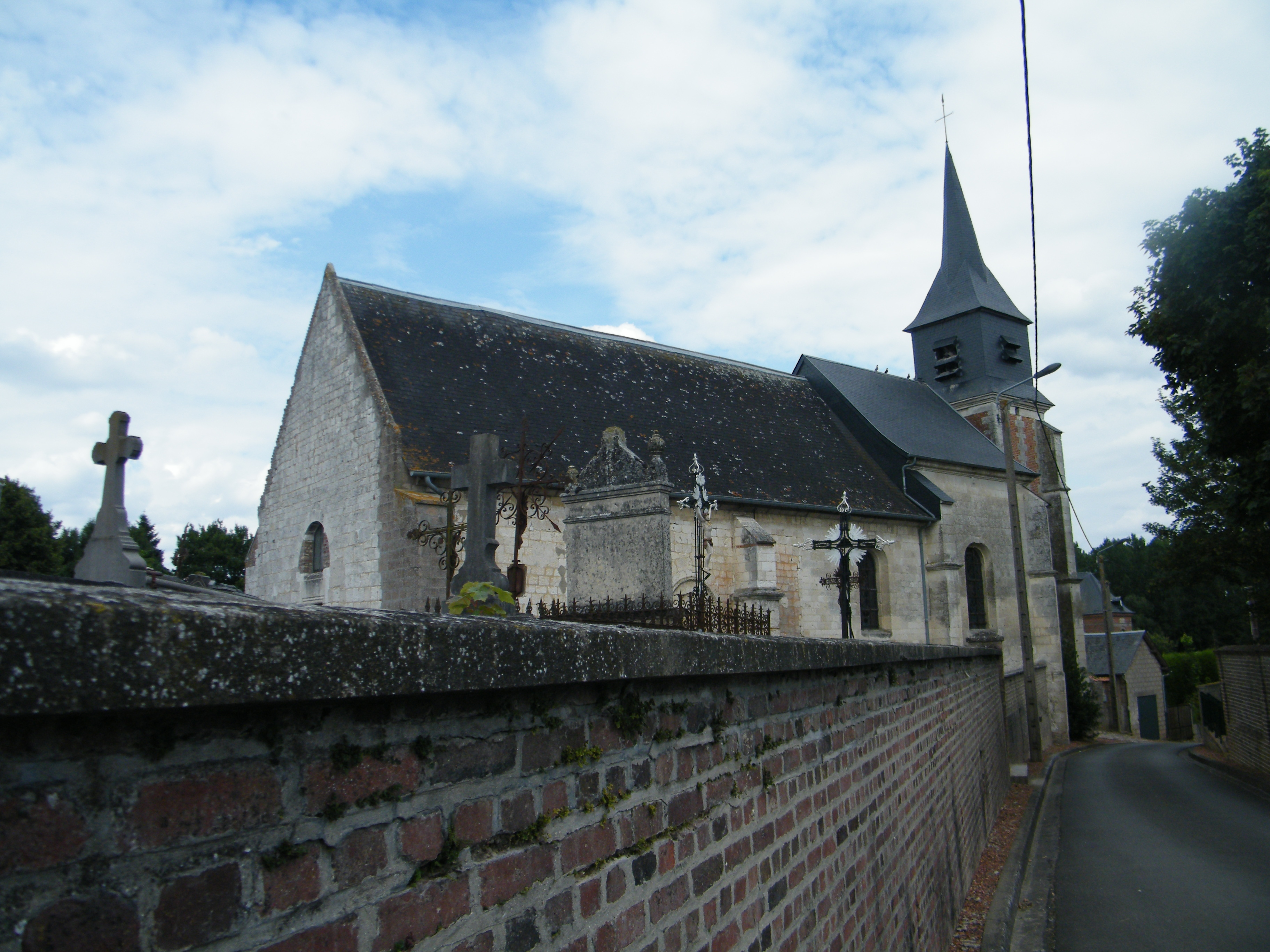
Kirche Saint-Fuscien

- Kirche Saint-Fuscien